# Chiesa dei Santi Pietro e Paolo (Castrezzato)
La chiesa dei Santi Pietro e Paolo è la parrocchiale di Castrezzato, in provincia e diocesi di Brescia; fa parte della zona pastorale della Bassa Occidentale dell'Oglio. 

## Storia
La precedente parrocchiale castrezzatese era la chiesetta del Suffragio, poi trasformata in magazzino.
La cerimonia di posa della prima pietra della chiesa dei Santi Pietro e Paolo si tenne il 29 giugno 1750; l'edificio, disegnato dall'architetto Domenico Corbellini, venne portato a compimento nella prima metà del decennio seguente.
Nei venti anni successivi furono eseguite le decorazioni della parrocchiale, la cui consacrazione venne impartita nel 1785; nel 1795 si provvide a restaurare il campanile
Nella seconda metà degli anni settanta si procedette all'esecuzione dell'adeguamento liturgico secondo le usanze postconciliari mediante l'aggiunta dell'altare rivolto verso l'assemblea.
Tra la fine del Novecento e l'inizio del secolo seguente vennero condotti alcuni restauri, che interessarono nel 1990 l'organo e nel 2010 la chiesa intera.

## Descrizione

### Esterno

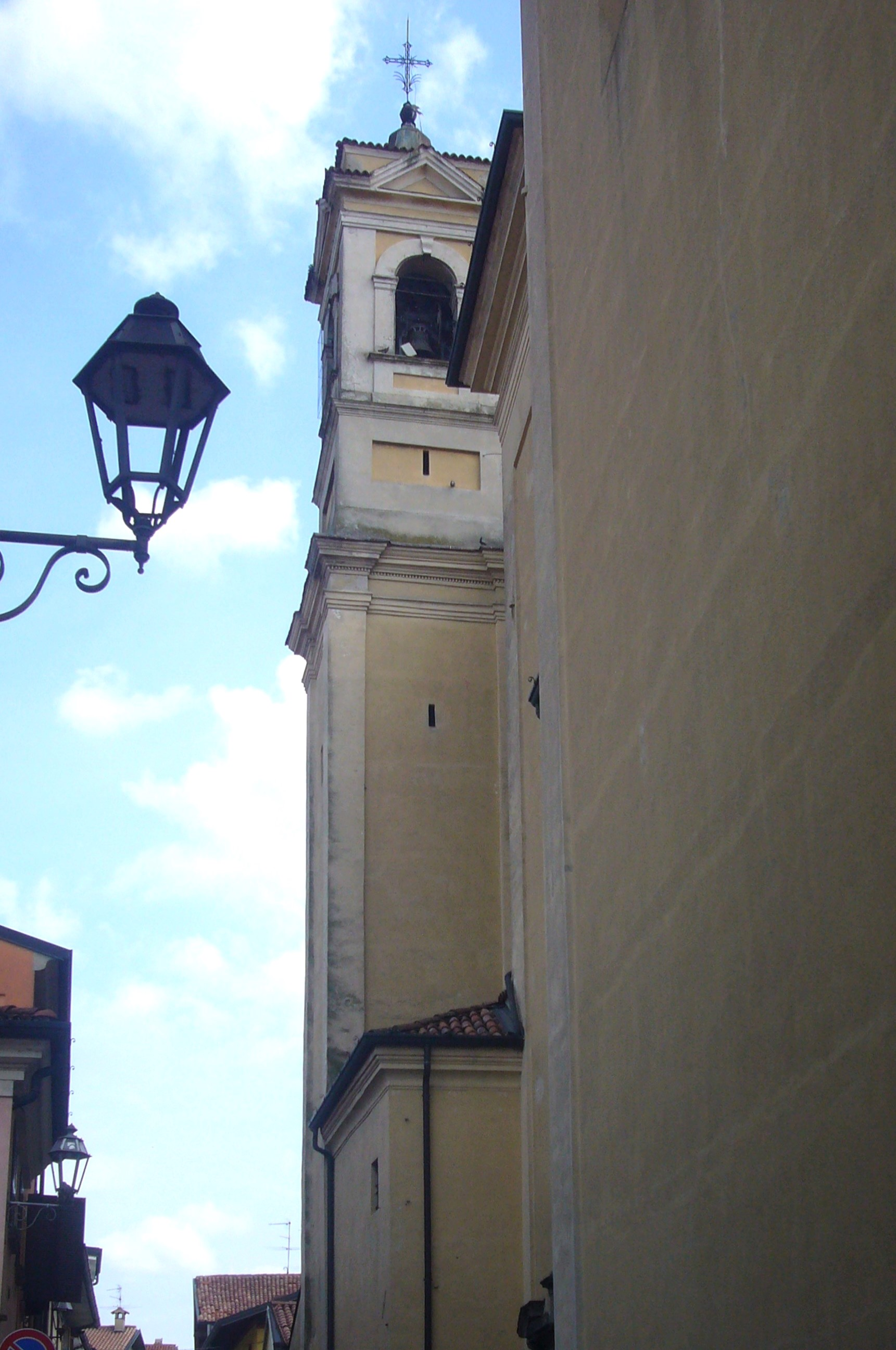
Il campanile

La facciata della chiesa, rivolta a meridione, è suddivisa da una cornice marcapiano modanata in due registri, entrambi scanditi da lesene con capitelli corinzi: quello inferiore presenta centralmente il portale d'ingresso timpanato, mentre quello superiore, coronato dal frontone triangolare, è caratterizzato da una finestra.
Annesso alla parrocchiale è il campanile a base quadrata, la cui cella presenta su ogni lato una monofora ed è coperta dalla guglia.

### Interno
L'interno dell'edificio si compone di un'unica ampia navata, sulla quale si affacciano le cappelle laterali, introdotte da archi a tutto sesto, e le cui pareti sono scandite da semicolonne sorreggenti la trabeazione modanata e aggettante su cui s'impostano le volte; al termine dell'aula si sviluppa il presbiterio, rialzato di alcuni gradini, delimitato da balaustre e chiuso dall'abside di forma semicircolare.
Qui sono conservate diverse opere di pregio, tra le quali la pala raffigurante l'Assunta e i Santi Pietro e Paolo, eseguita da Lodovico Gallina nel 1778, le due statue che rappresentano la Fede e la Speranza, scolpite nel 1851 del Pagani, l'altare laterale del Rosario, costruito nel 1858 e impreziosito da un dipinto dell'esinese Antonio Guadagnini, la pala ritraente l'Immacolata con vari santi, firmata da Sante Cattaneo, e la Via Crucis, realizzata da Battista Teosa.